# Högland, Kimitoön
För andra betydelser, se Högland (olika betydelser).
Högland är en ö i Finland. Den ligger i Skärgårdshavet och i kommunen Kimitoön i den ekonomiska regionen  Åboland i landskapet Egentliga Finland, i den sydvästra delen av landet. Ön ligger omkring 39 kilometer söder om Åbo och omkring 150 kilometer väster om Helsingfors.
Öns area är 27,7 hektar och dess största längd är 1 kilometer i nord-sydlig riktning.